# 李道先
李 道先（イ・ドソン、朝鮮語: 이도선、1932年10月5日 - ）は、大韓民国の実業家、政治家。第8・9・10・13代大韓民国国会議員。
本貫は陜川李氏。号は天馬（チョンマ、천마）。キリスト教徒。

## 経歴
1932年10月5日、日本統治時代の朝鮮で全羅南道の光陽に生まれた。全南大学校農科大学を卒業後、中央大学校で行政学の碩士（日本の修士に相当）を修了し、延世大学校行政大学院で高位政策課程を修了した。その後は1971年の第8代総選挙に全国区で共和党公認で立候補して初当選し、国会議員となった。その後も3度国会議員を務めたほか、共和党中央訓練院教授、維新政友会政策委員兼院内首席副総務、民正党中央政治研修院長・中央執行委員、韓日議員連盟副会長、民自党中央政治教育院長・全南道支部委員長・東光陽市と光陽郡地区党委員長・党務委員、教保文庫社長、大韓教育保険（現・教保生命保険）社長・副会長・会長、教保生命会長財団法人未来研究所会長などを務めた。

## 著書
- 人材育成と活用（原文: 인재육성과활용）
- 社長学（原文: 사장학）